# Challenge (magazine marocain)
Pour les articles homonymes, voir Challenge.
Challenge, anciennement Challenge Hebdo, est un hebdomadaire économique marocain francophone créé en 2004.

## Historique
Le premier numéro de Challenge Hebdo, d'environ quarante pages et incluant un dossier sur la Chine, est sorti le 2 avril 2004. En juillet 2009, une fusion a été réalisée avec un autre titre de presse, La Gazette du Maroc, de son groupe d'appartenance : Les Éditions de la Gazette dont dépendent aussi VH Magazine (mensuel masculin francophone) et Lalla Fatéma (mensuel féminin arabophone).

## Diffusion
| 2005                                                            | 2006  | 2007  | 2008  | 2009  | 2010   | 2011  | 2012  |
| --------------------------------------------------------------- | ----- | ----- | ----- | ----- | ------ | ----- | ----- |
| 4 236                                                           | 5 151 | 6 829 | 8 892 | 6 791 | 11 833 | 9 154 | 9 347 |
| Source : OJD Maroc (Organisme de justification de la diffusion) |       |       |       |       |        |       |       |